# 布賴特賽德 (加利福尼亞州)
布賴特賽德（英語：Brightside）是位於美國加利福尼亞州阿拉米達縣的一個非建制地區。該地的面積和人口皆未知。

## 地理
布賴特賽德的座標為37°35′57″N 121°55′28″W / 37.59917°N 121.92444°W，而該地的平均海拔高度為63米（即207英尺）。